# Proyecto Ozma

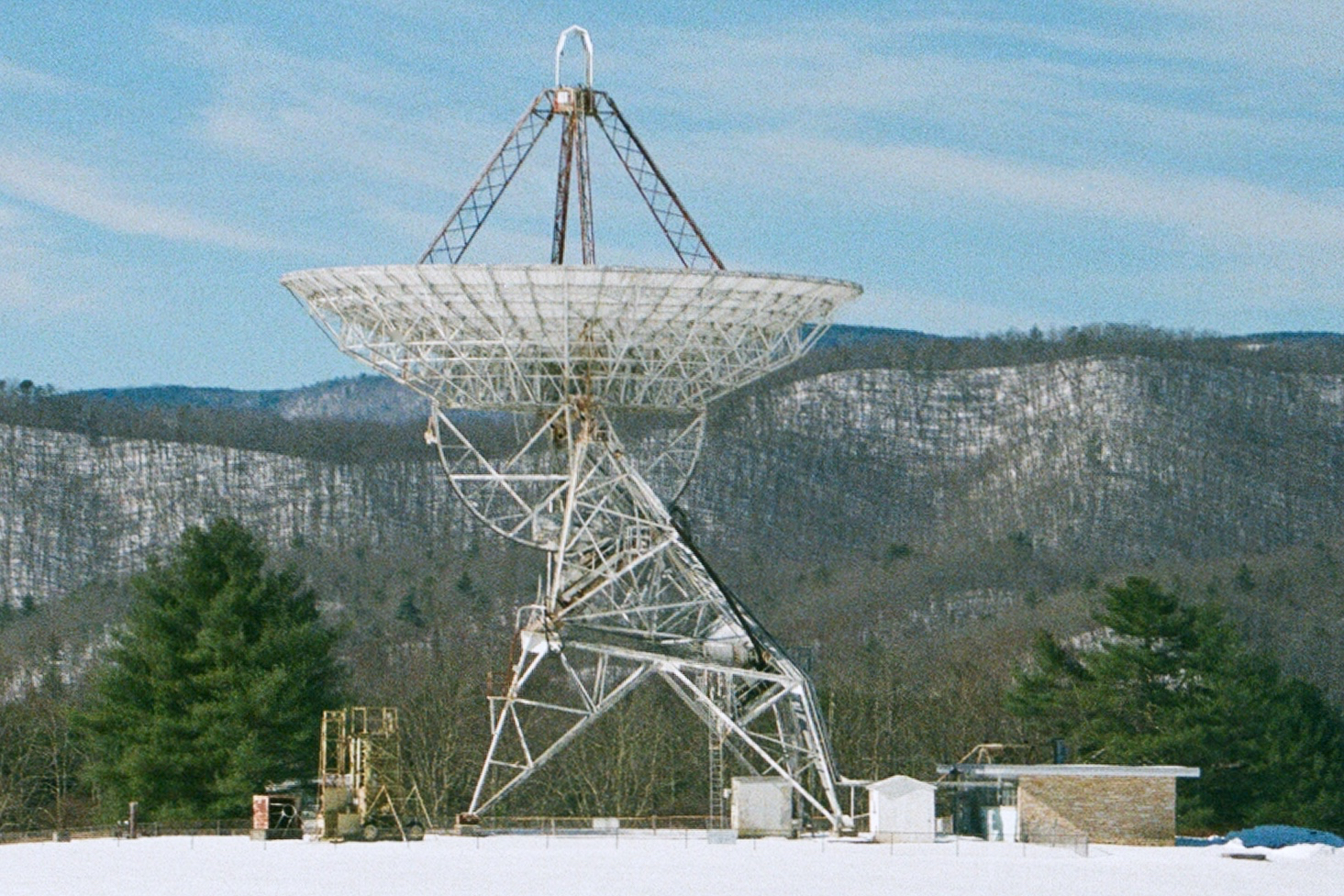
Radiotelescopio Howard E. Tatel (85-1) en el sitio de Green Bank del Observatorio Nacional de Radioastronomía (NRAO)

El Proyecto Ozma fue un precursor del SETI, experimento iniciado en 1960 en la Universidad de Cornell por el astrónomo Frank Drake en el Observatorio Nacional de Radioastronomía en Green Bank, Virginia Occidental. El objetivo del experimento era buscar signos de vida en sistemas solares distantes a través de ondas de radio interestelares. El programa lleva el nombre de la princesa Ozma, regente de la ficticia Tierra de Oz, inspirado en Lyman Frank Baum la supuesta comunicación con la onda de radio para enterarse de los acontecimientos de los libros que tienen lugar después de La Ciudad Esmeralda de Oz. La búsqueda fue publicado en artículos en los medios populares de la época, como el Time Magazine. Drake utilizó un radiotelescopio con un diámetro de 85 pies (26 metros) para examinar las estrellas Tau Ceti y Épsilon Eridani, cerca de la frecuencia del marcador 1,420 gigahertz. Ambas son estrellas cercanas similares al Sol que entonces parecían razonablemente probable que han habitado los planetas. Una banda de 400 kilohercios se escaneó en torno a la frecuencia del marcador, el uso de un receptor de un solo canal con un ancho de banda de 100 hercios. La información se almacena en la cinta para el análisis fuera de línea. Alrededor de 150 horas de observación intermitente durante un periodo de cuatro meses detectan señales reconocibles. Una falsa señal se detectó el 8 de abril de 1960, pero se determinó que se originó a partir de un avión de alto vuelo. El receptor se sintoniza a longitudes de onda cercana de 21 cm, que es la longitud de onda de la radiación emitida naturalmente por hidrógeno interestelar. Se pensó que esta sería familiar, como una especie de estándar universal, a cualquiera que intente comunicación interestelar por radio. Un segundo experimento, llamado Ozma II, se llevó a cabo en el mismo observatorio por Benjamin Zuckerman y Patrick Palmer, quienes intermitente supervisaron más de 650 estrellas cercanas durante unos cuatro años (1973-1976).